# Are You Dead Yet?
Are You Dead Yet? è il quinto album in studio dei Children of Bodom, pubblicato il 14 settembre 2005 dalla Spinefarm Records.

## Accoglienza
| Recensione         | Giudizio |
| ------------------ | -------- |
| AllMusic           |          |
| Rock Hard          | [ 2 ]    |
| Sea of Tranquility |          |
| Terrorizer         |          |

Nel 2005, Are You Dead Yet? è stato piazzato alla posizione 485 nel libro The 500 Greatest Rock & Metal Albums of All Time della rivista Rock Hard. Comunque, è stato criticato da Paul Stenning in Terrorizer definendolo come "interminabile debolezza" e distruttiva della "credibilità rimanente" della band.

## Tracce
1. Living Dead Beat – 5:17
2. Are You Dead Yet? – 3:54
3. If You Want Peace... Prepare for War – 3:56
4. Punch Me I Bleed – 4:51
5. In Your Face – 4:15
6. Next in Line – 4:19
7. Bastards of Bodom – 3:27
8. Trashed, Lost & Strungout – 4:00
9. We're Not Gonna Fall – 3:17

Tracce bonus nell'edizione giapponese
1. Oops!... I Did It Again (feat. Jonna Kosonen) – cover di Britney Spears
2. Talk Dirty to Me – cover dei Poison

Traccia bonus nell'edizione nordamericana
1. Somebody Put Something in My Drink – cover dei Ramones

Traccia bonus nell'edizione britannica
1. Rebel Yell – cover di Billy Idol

## Formazione
- Alexi Laiho - chitarra, voce
- Roope Latvala - chitarra
- Jaska W. Raatikainen - batteria
- Hennka T. Blacksmith - basso
- Janne Wirman - tastiera